# Guillaume Le Blanc (évêque de Toulon)
Pour les articles homonymes, voir Le Blanc.
Guillaume Le Blanc (né à Albi vers 1520, mort à Avignon en février 1588) est un ecclésiastique qui fut évêque de Toulon de 1571 à sa mort.

## Biographie
Guillaume Le Blanc, né à Albi vers 1520 d'une famille d'origine italienne, est l'oncle et homonyme de Guillaume Le Blanc, l'évêque de Vence et de Grasse mort en 1601. Il devient le vicaire général du cardinal Georges d'Armagnac, l'archevêque de Toulouse qu'il accompagne à Rome. Il découvre un exemplaire de l'« Histoire de Jean Xiphilin » dont il fait vers 1550 une traduction latine. Il est également l'auteur de poèmes en latin insérés dans Musæa pontificæ. En 1565 il est conseiller clerc au Parlement de Toulouse puis chancelier de l'Université de Toulouse. 
Nommé évêque de Toulon en 1571 il participe aux États généraux de Blois en 1576-1577. Il meurt en février 1588.
Il est également l'auteur d'ouvrages religieux :
- Recherches et discours sur les points principaux de la religion catholique qui sont aujourd'hui en controverse entre les chrétiens, publié à Paris en 1579 ;
- Discours des sacrements de l'Église, publié à Paris en 1588.